# Jacques Schepens
Jacques Schepens SDB (* 6. Januar 1942 in Gontrode; † 20. Januar 2018 in Heverlee) war ein belgischer Salesianer Don Boscos und Religionspädagoge.

## Leben
Der aus Belgien stammende Schepens trat nach dem Abitur 1961 in das Noviziat der Flämischen Provinz der Salesianer Don Boscos ein und legte im Jahr darauf die ersten Ordensgelübde ab. Er studierte von 1962 bis 1965 Philosophie und Pädagogik in Brüssel und Löwen. Nach einer Erziehertätigkeit von 1965 bis 1967 in Antwerpen studierte er von 1967 bis 1972 in Löwen Katholische Theologie. 1974 wurde er zum Priester geweiht. Schon danach erhielt er an der Philosophisch-Theologischen Hochschule Benediktbeuern erste Lehraufträge. Von 1978 bis 1986 war er Dozent für Religion und Ethik an der Pädagogischen Hochschule Löwen. Nach der Promotion 1986 zum Doktor der Theologie an der Päpstlichen Universität der Salesianer in Rom, wirkte er dort und an der Theologischen Hochschule Löwen/Mechelen als Gastdozent für Pastoraltheologie und Spiritualität. 1991 wurde er zum Professor für Religionspädagogik und Katechetik in Benediktbeuern ernannt, las aber weiterhin auch in Löwen und Rom. Seit 2001 kam ein Lehrauftrag für Pädagogik Don Boscos an der Katholischen Stiftungsfachhochschule, Abteilung Benediktbeuern hinzu.
Nachdem er im Sommersemester 2007 seine Lehrtätigkeit aus gesundheitlichen Gründen einstellen musste, wurde er am Ende des Sommersemesters 2008 verabschiedet.
Schepens galt als Vertreter des Dialogs zwischen Religionspädagogik und den Humanwissenschaften. Dabei hatte er aufgrund seiner Tätigkeiten in Deutschland, Belgien und Italien insbesondere auch die europäische Situation der Katechese und Katechetik vergleichend im Blick. Als international anerkannter Don-Bosco-Forscher beantwortete er schon seit den siebziger Jahren die Frage nach der Aktualisierung einer Erziehung im Geiste Don Boscos. 1997 übersetzte er Roger Burggraeves Werk „Die Ethik der Verantwortlichkeit im Plural“ ins Deutsche.

## Werke (Auswahl)
- Ist Don Bosco als Erzieher noch zeitgemäß?, 1975;
- Religiöse Erziehung als Wesensmerkmal der Pädagogik Don Boscos, 1977;
- Die Pastoral in der Spannung: Zwischen der christlichen Botschaft und dem Menschen von heute, München 1994;
- gemeinsam mit Roger Burggraeve: Emotionalität, Rationalität und Sinngebung als Faktoren christlicher Werterziehung. Eine Interpretation des pädagogischen Erbes Don Boscos für heute, München 1999;
- Das Bild Don Boscos im Wandel, Benediktbeuern 2000;
- Ursprung und Entwicklung des Präventivsystems bei Don Bosco, Wien 2001;
- Die Erziehungsspiritualität. Don Boscos spirituelle Einflüsse in der ersten Phase seines Werkes, 2008.